# Wierzytelność
Wierzytelność – uprawnienie do żądania spełnienia świadczenia z określonego stosunku zobowiązaniowego przysługujące wierzycielowi wobec dłużnika i składające się z jednego lub wielu roszczeń lub praw kształtujących.
Wierzytelność jest antonimem długu, jeżeli na X ciąży dług wobec Y, to Y ma wierzytelność w stosunku do X.  W języku prawniczym sformułowania tego używa się głównie dla scharakteryzowania pozycji wierzyciela.
Występują różne rodzaje wierzytelności, związane z określonym rodzajem działalności, posiadające określone cechy charakterystyczne np. wierzytelność bankowa, wierzytelność ubezpieczeniowa.